# Ratón humanizado
Un ratón humanizado es un ratón que lleva genes, células, tejidos y/u órganos humanos funcionales. Los ratones humanizados se utilizan habitualmente como modelos animales pequeños en la investigación biológica y médica para la terapéutica humana.
Un ratón humanizado o un modelo de ratón humanizado es aquel que ha sido xenotransplantado con células humanas y/o diseñado para expresar productos genéticos humanos, con el fin de utilizarlo para obtener información relevante en el contexto in vivo para la comprensión de la fisiología y las patologías específicas del ser humano. Gran parte de nuestros conocimientos sobre varios procesos biológicos humanos se han obtenido a partir del estudio de modelos animales como roedores y primates no humanos. En particular, los animales pequeños, como los ratones, son ventajosos en estos estudios debido a su pequeño tamaño, su breve ciclo reproductivo, su fácil manejo y las similitudes genómicas y fisiológicas con los humanos; además, estos animales también pueden modificarse genéticamente con facilidad. Sin embargo, existen varias incongruencias de estos sistemas animales con los humanos, especialmente en lo que respecta a los componentes del sistema inmunitario. Para superar estas limitaciones y aprovechar todo el potencial de los modelos animales para permitir a los investigadores hacerse una idea clara de la naturaleza y la patogénesis de las respuestas inmunitarias montadas contra patógenos específicos del ser humano, se han desarrollado modelos de ratón humanizados. Estos modelos de ratón también se han convertido en un aspecto integral de la investigación biomédica preclínica.

## Historia
El descubrimiento del ratón atímico, comúnmente conocido como ratón desnudo, y el del ratón SCID fueron acontecimientos importantes que allanaron el camino para los modelos de ratones humanizados. El primer modelo de ratón de este tipo se derivó del retrocruzamiento de ratones C57BL/Ka y BALB/c, con una mutación de pérdida de función en el gen PRKDC. El producto del gen PRKDC es necesario para resolver las roturas de las cadenas de ADN durante el desarrollo de las células T y B. La disfunción del gen PRKDC conduce a una alteración del desarrollo de los linfocitos T y B que da lugar a una inmunodeficiencia combinada grave (SCID). A pesar de los esfuerzos realizados en el desarrollo de este modelo de ratón, la escasa capacidad de injerto de las células madre hematopoyéticas (HSC) humanas era una limitación importante que exigía un mayor avance en el desarrollo de modelos de ratón humanizados. El siguiente gran paso en el desarrollo de modelos de ratón humanizados se produjo con la transferencia de la mutación scid a un ratón diabético no obeso. Esto dio lugar a la creación de los ratones NOD-scid, que carecían de células T, células B y células NK. Este modelo de ratón permitió un nivel ligeramente superior de reconstitución celular humana. Sin embargo, un gran avance en este campo se produjo con la introducción del gen mutante del receptor de IL-2 (IL2rg) en el modelo NOD-scid. Esto supuso la creación de los modelos de ratones NOD-scid-γcnull (NCG, NSG o NOG) que presentaban una señalización defectuosa de las interleucinas IL-2, IL-4, IL-7, IL-9, IL-15 e IL-21. Los investigadores evolucionaron este modelo NSG eliminando los genes RAG1 y RAG2 (genes de activación de la recombinación), lo que dio lugar a la versión RAGnull del modelo NSG, que carecía de las principales células del sistema inmunitario, como las células asesinas naturales, los linfocitos B y los linfocitos T, los macrófagos y las células dendríticas, lo que provocó la mayor inmunodeficiencia en modelos de ratones hasta la fecha. La limitación de este modelo era que carecía del antígeno leucocitario humano. De acuerdo con esta limitación, las células T humanas, al ser injertadas en los ratones, no reconocían las células presentadoras de antígeno humanas, lo que provocaba un cambio defectuoso de clase de inmunoglobulina y una organización inadecuada del tejido linfoide secundario.
Para sortear esta limitación, el siguiente avance se produjo con la introducción de transgenes que codifican para HLA I y HLA II en el modelo NSG RAGnull, lo que permitió construir repertorios de linfocitos T humanos, así como las respectivas respuestas inmunitarias

## Tipos
El injerto de un ratón inmunodeficiente con células humanas funcionales puede lograrse mediante inyecciones intravenosas de células y tejidos humanos en el ratón. En esta sección se destacan los distintos modelos de ratones humanizados desarrollados con los diferentes métodos.

### Modelo Hu-PBL-scid
Este modelo se desarrolla mediante la inyección intravenosa de PBMC humanas en ratones inmunodeficientes. Las células mononucleares de sangre periférica que se van a injertar en el modelo se obtienen de donantes adultos que han dado su consentimiento. Las ventajas asociadas a este método son que se trata de una técnica comparativamente sencilla, que el modelo tarda relativamente menos en establecerse y que el modelo presenta células T de memoria funcionales. Es particularmente eficaz para modelar la enfermedad de injerto contra huésped. El modelo carece de injerto de linfocitos B y células mieloides. Otras limitaciones de este modelo son que sólo se puede utilizar en experimentos a corto plazo (<3 meses) y la posibilidad de que el propio modelo desarrolle la enfermedad injerto contra huésped.

### Modelo Hu-SRC-scid
Los ratones Hu-SRC- scid se desarrollan injertando células madre hematopoyéticas humanas CD34+ en ratones inmunodeficientes. Las células se obtienen de hígado fetal humano, médula ósea o de sangre derivada del cordón umbilical, y se injertan mediante inyección intravenosa. Las ventajas de este modelo son que ofrece un desarrollo multilineal de las células hematopoyéticas, la generación de un sistema inmunitario naive y, si el injerto se realiza mediante una inyección intrahepática en ratones recién nacidos en las 72 horas siguientes al nacimiento, puede dar lugar a una reconstitución celular humana mejorada. Sin embargo, las limitaciones asociadas con el modelo son que toma un mínimo de 10 semanas para que ocurra la diferenciación celular, alberga niveles bajos de glóbulos rojos humanos, leucocitos polimorfonucleares y megacariocitos.

### Modelo BLT (médula ósea/hígado/timo)
El modelo BLT está constituido por HSCs humanas, médula ósea, hígado y timo. El injerto se realiza mediante la implantación del hígado y el timo bajo la cápsula renal y el trasplante de HSC obtenidas del hígado fetal. El modelo BLT tiene un sistema inmunitario humano completo y totalmente funcional con linfocitos T restringidos por HLA. El modelo también comprende un sistema de mucosas similar al de los humanos. Además, entre todos los modelos, el modelo BLT es el que presenta el mayor nivel de reconstitución celular humana
Sin embargo, dado que requiere una implantación quirúrgica, este modelo es el más difícil y el que más tiempo requiere para su desarrollo. Otros inconvenientes asociados al modelo son que representa respuestas inmunitarias débiles a los xenobióticos, un cambio de clase subóptimo y que puede desarrollar GvHD.

## Modelos establecidos para enfermedades humanas.
Hay varios mecanismos que subyacen a las enfermedades humanas que no se conocen del todo. La utilización de modelos de ratones humanizados en este contexto permite a los investigadores determinar y desentrañar factores importantes que provocan el desarrollo de varias enfermedades y trastornos humanos que entran en las categorías de enfermedades infecciosas, cáncer, autoinmunidad y EICH.

### Enfermedades infecciosas
Entre los patógenos infecciosos específicos del ser humano estudiados en modelos de ratones humanizados, se ha estudiado con éxito el virus de la inmunodeficiencia humana. Además, varios estudios han informado sobre modelos humanizados para estudiar el virus del Ébola, Hepatitis B, Hepatitis C, Herpesvirus asociado al sarcoma de Kaposi, la Leishmania major, la malaria, y la tuberculosis.
También se han desarrollado modelos de ratones NOD/ scid para el virus del dengue y el virus de la varicela-zóster, y un modelo Rag2nul 𝛾c nul para estudiar el virus de la influenza.

### Cánceres
En función del tipo de células/tejidos humanos que se han utilizado para el injerto, los modelos de ratón humanizados para el cáncer pueden clasificarse como xenoinjertos derivados de pacientes o xenoinjertos derivados de líneas celulares. Se considera que los modelos PDX conservan en mayor medida las características de malignidad de los padres y, por lo tanto, se consideran la herramienta más potente para evaluar el efecto de los fármacos contra el cáncer en los estudios preclínicos. Se han diseñado modelos de ratones humanizados para estudiar cánceres de varios órganos. Se ha generado un modelo de ratón para el estudio del cáncer de mama mediante el injerto intrahepático de células SK-BR-3 en ratones NSG. De manera similar, los ratones NSG injertados por vía intravenosa con células AML derivadas de pacientes, y aquellos injertados (a través de inyecciones subcutáneas, intravenosas o intrapancreáticas) con tumores de cáncer de páncreas derivados de pacientes también se han desarrollado para el estudio de la leucemia y el cáncer de páncreas, respectivamente. También se ha informado de otros modelos de roedores humanizados para el estudio del cáncer y la inmunoterapia del cáncer

### Enfermedades autoinmunes
Los problemas que plantean las diferencias entre el sistema inmunitario humano y el de los roedores se han superado gracias a algunas estrategias que permiten a los investigadores estudiar los trastornos autoinmunitarios utilizando modelos humanizados. Para estudiar la esclerosis múltiple se han utilizado ratones NSG injertados con PBMC y administrados con antígenos de mielina en adyuvante de Freund, así como células dendríticas autólogas impulsadas por antígenos. Del mismo modo, se han utilizado ratones NSG injertados con células madre hematopoyéticas y administrados con pristano para estudiar el lupus eritematoso. Además, los ratones NOG injertados con PBMC se han utilizado para estudiar los mecanismos de rechazo de aloinjertos in vivo.

## Otras lecturas
- «Generation of improved humanized mouse models for human infectious diseases». Journal of Immunological Methods 410: 3-17. August 2014. PMC 4155027. PMID 24607601. doi:10.1016/j.jim.2014.02.011.
- «Current advances in humanized mouse models». Cellular & Molecular Immunology 9 (3): 208-14. May 2012. PMC 4012844. PMID 22327211. doi:10.1038/cmi.2012.2.
- «Generation and utility of genetically humanized mouse models». Drug Discovery Today 18 (23–24): 1200-11. December 2013. PMID 23872278. doi:10.1016/j.drudis.2013.07.007.
- «Can 'humanized' mice improve drug development in the 21st century?». Trends in Pharmacological Sciences 34 (5): 255-60. May 2013. PMC 3682766. PMID 23602782. doi:10.1016/j.tips.2013.03.005.
- «Mice with human livers». Gastroenterology 145 (6): 1209-14. December 2013. PMID 24042096. doi:10.1053/j.gastro.2013.09.009.
- «Infectious diseases in humanized mice». European Journal of Immunology 43 (9): 2246-54. September 2013. PMID 23913412. doi:10.1002/eji.201343815.